# Hololena tentativa
Hololena tentativa is een spinnensoort in de taxonomische indeling van de trechterspinnen (Agelenidae).
Het dier behoort tot het geslacht Hololena. De wetenschappelijke naam van de soort werd voor het eerst geldig gepubliceerd in 1929 door Ralph Vary Chamberlin  & Willis J. Gertsch.